# كيرميت ماينارد
كيرميت ماينارد (بالإنجليزية: Kermit Maynard)‏ هو ممثل أمريكي، ولد في 20 سبتمبر 1897 في الولايات المتحدة، وتوفي بنفس المكان في 16 يناير 1971 بسبب نوبة قلبية.

## وصلات خارجية
- كيرميت ماينارد على موقع IMDb (الإنجليزية)
- كيرميت ماينارد على موقع أول موفي (الإنجليزية)
- كيرميت ماينارد على موقع قاعدة بيانات الأفلام السويدية (السويدية)
- كيرميت ماينارد على موقع قاعدة بيانات الفيلم (الإنجليزية)
- كيرميت ماينارد على موقع كينوبويسك (الروسية)